# Comanthera floccosa
Comanthera floccosa är en gräsväxtart som först beskrevs av Harold Norman Moldenke, och fick sitt nu gällande namn av L.R.Parra och Ana Maria Giulietti. Comanthera floccosa ingår i släktet Comanthera, och familjen Eriocaulaceae. Inga underarter finns listade i Catalogue of Life.